# キム・ナムギル
キム・ナムギル（ハングル：김남길、漢字：金南佶、ローマ字：Kim Nam-gil、1980年3月13日 - ）は、韓国の俳優。

## 経歴・人物
- 1999年にKBSで放送された学園ドラマ『学校』で俳優デビュー。2003年にMBCの公開採用タレント31期になる。
- 2006年の映画『後悔なんてしない』で同性愛者を演じ、話題となる。
- 2008年の映画『カン・チョルジュン 公共の敵1-1』封切り頃に、これまで使用してい芸名 " イ・ハン " から本名の " キム・ナムギル " に変更した。
- 2009年の時代劇ドラマ『善徳女王』にピダム（毗曇）役で出演し、ブレイクを果たす。
- 2010年の日韓合作ドラマ『赤と黒』で主演を演じた。『赤と黒』の撮影が終了すると同時に兵役に就き、2012年7月に除隊した。
- 明知大学校演劇映画科を卒業。
- 趣味は、水上スキー、 ゴルフ。
- 特技は、フルート、 テコンドー、タップダンス。

## 出演

### テレビドラマ
- 学校（1999年、KBS）
- あんぱん（2004年-2005年、MBC） - イ・ウノ役
- がんばれ!クムスン（2005年、MBC） - ノ・ジョンワン役
- 私の名前はキム・サムスン（2005年、MBC） - ジュンテ役
- 第5共和国（2005年、MBC） - パク・チマン役
- グッバイ・ソロ（2006年、KBS） - ユ・ジアン役
- 恋人（2006年、SBS） - テサン役
- 花咲く春には（2007年、KBS） - キム・ジュンギ役
- 私たちを幸せにするいくつかの質問（2007年、KBS） - ソクチュ役
- 善徳女王（2009年、MBC） - ピダム（毗曇）役
- 個人の趣向（2010年、MBC）
- 赤と黒（原題：悪い男）（2010年、SBS） - 主演：シム・ゴヌク役
- 最高の愛〜恋はドゥグンドゥグン〜（2011年、MBC） - カメオ出演
- サメ〜愛の黙示録〜（2013年、KBS） - 主演：ハン・イス / ヨシムラ・ジュン（キム・ジュン）役
- 医心伝心〜脈あり!恋あり?〜（2017年、tvN） - 主演：ホ・イム（許任）役
- 熱血司祭（2019年、SBS） - 主演：キム・ヘイル役
- ワン・ザ・ウーマン（2021年、SBS） - キム・ヘイル役（特別出演）
- 悪の心を読む者たち（朝鮮語版）（2022年、SBS） - 主演：ソン・ハヨン役
- アイランド（2022年、TVING） - 主演：バン役[1]
- 盗賊：剣の音（2022年、Netflix） - 主演：イ・ユン役
- 熱血司祭2（朝鮮語版）（2024年、Disney+） - 主演：キム・ヘイル役[2]
- 悪縁（2025年、Netflix） - ジョンミン役（特別出演）
- トリガー（2025年、Netflix）- 主演：イ・ド役

### 映画
- ドント・ルック・バック（2006年） - ソグ役
- 後悔なんてしない（2006年） - 主演：ソン・ジェミン役
- カン・チョルジュン 公共の敵1-1（2008年） - パク・ムンス役
- モダンボーイ（2008年） - 日高晋介役
- 美人図（2008年） - ガンム（強武）役
- The phone（2009年） - チャン・ユノ役（特別出演）
- 愛の運命～暴風前夜～（2010年） - 主演：イム・スイン（イム・ユジン）役
- Hello, Mom（2013年）
- パイレーツ（2014年） - 主演：チャン・サジョン役
- 無頼漢 渇いた罪（2015年） - 主演：チョン・ジェゴン / イ・ヨンジュン役
- 花、香る歌（2015年） - 興宣（フンソン）大院君役
- パンドラ（2016年）（日本ではNetflix配信） - 主演：ジェヒョク役
- ワン・デイ 悲しみが消えるまで（2017年） - 主演：イ・ガンス役
- 殺人者の記憶法（2017年） - ミン・テジュ役
- 殺人者の記憶法 新しい記憶（2017年） - ミン・テジュ役
- 感染家族　기묘한 가족（2019年） - 主演：ミンゴル役
- クローゼット（2020年） - ギョンフン役
- ノンストップ（2020年）
- 非常宣言（2022年） - 副機長役

## 受賞歴
- 2009 MBC演技大賞優秀賞 / ベストカップル賞（『善徳女王』）
- 2010 第46回 百想芸術大賞 TV部門 男子新人演技賞（『善徳女王』）
- 2019 SBS演技大賞 大賞（『熱血司祭』）
- 2019 ソウルドラマアワード 韓流ドラマ男子演技者賞（『熱血司祭』）
- 2022 SBS演技大賞 大賞（『悪の心を読む者たち』）[3]
- 2024 SBS演技大賞 シーズン制部門  男性最優秀演技賞 （『熱血司祭２』）